# Сахюинь

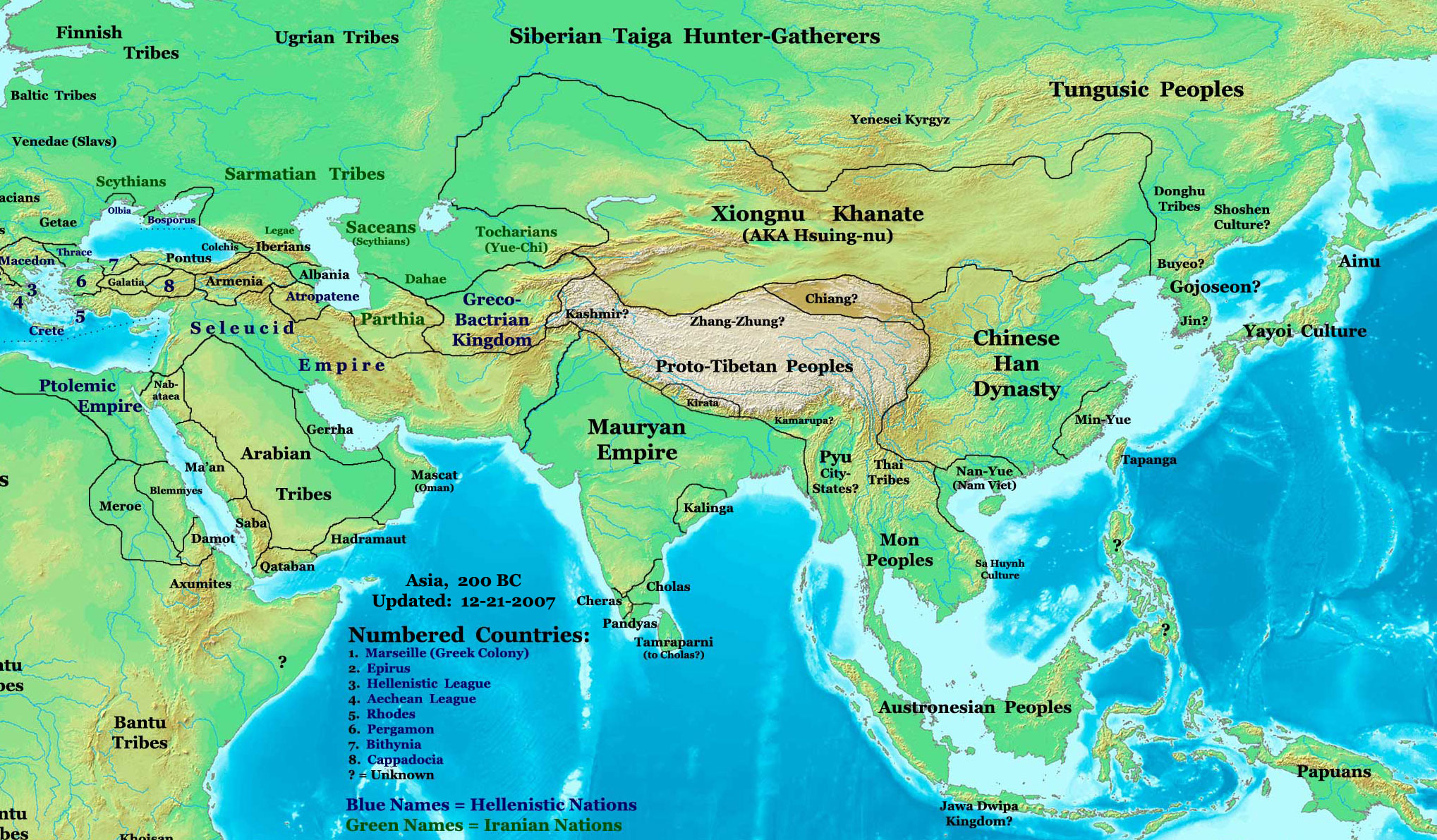
Азия в 200 г. до н. э. На карте: культура Сахюинь обозначена в районе современного южного Вьетнама

Культура Сахюинь (вьет. Văn hóa Sa Huỳnh) — археологическая культура, существовавшая в центральной и южной частях Вьетнама в период 1000 г. до н. э. — 200 г. н. э. Памятник Са-Хюинь был обнаружен в 1909 году. Археологические памятники данной культуры открыты в местах от дельты Меконга до юга Тонкинского региона.
Люди культуры Сахюинь, по всей видимости, были предками народа тямов, основателей более позднего царства Тямпа.
Памятники культуры Сахюинь изобилуют железными артефактами местного изготовления, среди которых — топоры, мечи, наконечники копий, ножи и серпы. Напротив, бронзовые артефакты преобладали у соседней археологической культуры Донгшон на севере Вьетнама и далее в Юго-Восточной Азии.
Люди культуры Сахюинь кремировали умерших взрослых и хоронили их в керамических сосудах, накрытых крышкой — подобная практика уникальна для данной культуры в рассматриваемом регионе. В этих сосудах также обнаружены погребальные дары, ритуально сломанные. Для культуры также типичны уникальные ушные украшения с изображением двухголовых животных. Эти украшения обычно изготавливались из нефрита, но также иногда из стекла. Также в погребениях часто встречаются бусы, обычно стеклянные.
Культура Сахюинь поддерживала широкие торговые связи, торговала бусами из стекла, сердолика, агата, оливина, циркона, золота и граната, причём большинство этих материалов были не местного происхождения, а импортировались. Также в поселениях культуры Сахюинь обнаружены бронзовые зеркала стиля династии Хань. Созданные данной культурой ушные украшения обнаружены в раскопках в центре Таиланда, на Тайване (остров Орхидей) и на Филиппинах (Палаван).